# Giovanni Belletti
Giovanni Belletti   (Sarzana, 17 de febrer de 1813 - Sarzana, 27 de desembre de 1890) va ser un baríton italià.

## Biografia
Belletti es va formar a Itàlia i va anar a Estocolm per mediació de l'escultor Johan Niclas Byström el 1837 o el 1838 i va ser empleat per l'Òpera Reial Sueca des del 1839 fins al 1844. Aquí va aprendre a conèixer Jenny Lind i, gràcies a la seva mediació, el 1848. va tenir l'oportunitat d'anar a Londres, on va actuar al "His Majesty's Theatre". Va cantar al costat de Teresina Martinetti, Constance Nantier-Didiée i Lodovico Graziani, a la velada de la senyora Petre (28 de maig), fent un duet de l'òpera Flavio Rachis de Luigi Badia.
Després va participar en la gira nord-americana de Jenny Lind el 1850-51. Va residir fins al 1862 a Anglaterra, on va actuar com a concertista i intèrpret d'oratori, però després va tornar a Itàlia. Es deia que tenia una veu excel·lent, però va tenir menys èxit com a actor. Entre els seus papers s'han imposat els còmics, com Fígaro a El barber de Sevilla o a Les noces de Fígaro.